# Лаура Бенанти
Лаура Ајлин Бенанти (енгл. Laura Ilene Benanti; Њујорк, 13. јул 1979) америчка је глумица и певачица. Током своје каријере на Бродвеју, пет пута је била номинована за награду Тони.

## Биографија
Ћерка је Линде Вонебергер, професорке певања и бивше глумице, и Мартина Видовнића, бродвејског глумца и певача. Има српског, немачког и ирског порекла. Родитељи су јој се развели док је била млада. Убрзо се преселила у Кинелон са својом мајком и очухом Салватором Бенантијем, чије је узела презиме и кога назива оцем.

## Дискографија
| Година | Назив | Издавач     |
| ------ | ----- | ----------- |
| 2013.  |       | [ 5 ] [ 6 ] |
| 2020.  |       |             |

## Филмографија
| Улоге Лауре Бенанти |                  |               |                 |          |
| Година              | Српски назив     | Изворни назив | Улога           | Напомена |
| 2006.               | Улични танго     |               | Тина            |          |
| 2006.               |                  |               | Александра      |          |
| 2010.               |                  |               | Алисон Конор    |          |
| 2016.               |                  |               | Амалија Балаш   |          |
| 2020.               |                  |               | Карен Абејт     |          |
| 2021.               |                  |               | Франсин Бернц   |          |
| 2021.               | Тик, тик... Бум! |               | Џуди Рајт       |          |
| 2023.               | Девојка за све   |               | Персијева мајка |          |